# Marabbecca
La marabbecca è una creatura leggendaria che appartiene alla tradizione della Sicilia. Quest'essere (il cui nome ha probabili origini arabe) vive nei pozzi e nelle cisterne ed è stato inventato dalle madri siciliane per spaventare i figli e tenerli lontani dai pericoli che un pozzo scoperto può determinare.